# Discurso del pollo Kiev

George H. W. Bush

El discurso del Pollo Kiev es el apodo de un discurso pronunciado por el presidente de los Estados Unidos, George H. W. Bush, en Kiev, Ucrania, el 1 de agosto de 1991, tres semanas antes de la Declaración de Independencia de Ucrania y cuatro meses antes del referéndum de independencia de diciembre, en el que el 92.26 % de los ucranianos votaron a favor de retirarse de la Unión Soviética. La Unión Soviética colapsó 145 días después del discurso, impulsado en parte por Ucrania. En dicho discurso, Bush advirtió contra el “nacionalismo suicida”.Fue redactado por Condoleezza Rice —posteriormente secretaria de Estado durante el mandato del presidente George W. Bush— cuando estaba a cargo de los asuntos soviéticos y de Europa del Este bajo el gobierno del primer presidente Bush.El discurso indignó a los nacionalistas ucranianos y a los conservadores estadounidenses; el columnista conservador del New York Times, William Safire, lo apodó “el discurso del pollo Kiev”, en alusión al plato de pechuga de pollo rellena, en protesta por lo que consideró un “colosal error de juicio”, un tono débil y una mala estimación.

## Fondo
A finales de la década de 1980 y principios de la de 1990, el sentimiento independentista creció en Ucrania y otras repúblicas de la Unión Soviética. Estados Unidos aplicó una política de no injerencia. Bush confió en el presidente soviético, Mijaíl Gorbachov, para gestionar el proceso de reforma y evitó apoyar a los nacionalistas en las repúblicas.Como Bush escribió posteriormente en sus memorias:
Cualquiera que fuera el curso, la duración del proceso y su resultado, deseaba un cambio estable y, sobre todo, pacífico. Creía que la clave para ello residía en un Gorbachov políticamente fuerte y una estructura central eficaz. El resultado dependía de lo que Gorbachov estuviera dispuesto a hacer. Si dudaba en implementar el nuevo acuerdo [es decir, el tratado de la Unión de Estados Soberanos] con las repúblicas, la desintegración política de la Unión podría acelerarse y desestabilizar el país... Si parecía ceder demasiado, podría provocar un golpe de Estado, aunque no había indicios serios de que lo hiciera. Seguía preocupado por la posibilidad de que se produjera más violencia dentro de la Unión Soviética y de que pudiéramos vernos arrastrados a un conflicto.
El 30 de julio de 1991, Bush llegó a Moscú para una cumbre con Mijaíl Gorbachov. Él y Barbara Bush se alojaron con Gorbachov y su esposa, Raisa, en una dacha a las afueras de Moscú, donde ambos líderes mantuvieron conversaciones informales. Bush le dijo a Gorbachov que el colapso de la Unión Soviética no beneficiaría a Estados Unidos, aunque los miembros de línea dura del Partido Republicano de Bush, en particular el secretario de Defensa, Dick Cheney, favorecían ese escenario. Le aseguró a Gorbachov que desaconsejaría la independencia cuando viajara a Ucrania el 1 de agosto, en la siguiente etapa de su visita.
El sentimiento en Ucrania se dividía entre diversas opiniones, desde comunistas tradicionales hasta nacionalistas independentistas. El presidente ucraniano, Leonid Kravchuk, era un comunista reformista que apoyaba la soberanía ucraniana dentro de una Unión Soviética con una organización más flexible, una postura similar a la del presidente ruso Boris Yeltsin. Como Kravchuk expresó antes de la visita de Bush: «Estoy convencido de que Ucrania debería ser un Estado soberano, plenamente desarrollado y con todos los atributos de un Estado completo».Bush se negó a reunirse con los líderes independentistas de Ucrania. Al pasar su comitiva por Kiev, fue recibida por numerosas personas que ondeaban banderas ucranianas y estadounidenses, pero también por manifestantes con lemas como «Sr. Bush: miles de millones para la URSS son esclavitud para Ucrania» y «La Casa Blanca negocia con los comunistas, pero desdeña al Rukh», el principal partido independentista de Ucrania.

## Discurso
El discurso se pronunció ante el Sóviet Supremo de la República Socialista Soviética de Ucrania, el parlamento ucraniano, en Kiev. Bush respaldó un acuerdo alcanzado en abril del año anterior entre Gorbachov y nueve repúblicas, incluida Ucrania, que se comprometían a un Nuevo Tratado de la Unión que establecía una Unión Soviética más descentralizada. Afirmó que el acuerdo "alienta la esperanza de que las repúblicas combinen una mayor autonomía con una mayor interacción voluntaria —política, social, cultural y económica—, en lugar de seguir el camino desesperanzado del aislamiento". También elogió a Gorbachov, calificándolo de "falsa disyuntiva" elegir entre el líder soviético y los líderes independentistas: "Para ser justos, el presidente Gorbachov ha logrado cosas asombrosas, y sus políticas de glásnost, perestroika y democratización apuntan hacia los objetivos de libertad, democracia y libertad económica".
Bush expuso su política de reformas en la Unión Soviética: "Vengo aquí para decirles: apoyamos la lucha de este gran país por la democracia y la reforma económica. En Moscú, describí nuestro enfoque. Apoyaremos a quienes, en el centro y en las repúblicas, buscan la libertad, la democracia y la libertad económica". Advirtió contra la independencia si esta solo sustituía a un tirano lejano por uno local: "Los estadounidenses no apoyarán a quienes buscan la independencia para reemplazar una tiranía lejana con un despotismo local. No ayudarán a quienes promueven un nacionalismo suicida basado en el odio étnico".
Más tarde se informó que el propio Bush había añadido la frase "nacionalismo suicida" al discurso que su personal había redactado, buscando advertir a los ucranianos sobre la necesidad de evitar lo que estaba sucediendo en Yugoslavia.

## Reacciones
El discurso fue recibido con aplausos de pie en el parlamento ucraniano.Sin embargo, la postura de Bush fue criticada por los nacionalistas ucranianos. Iván Drach, presidente del Rukh, declaró a la prensa que «el presidente Bush parece haber sido hipnotizado por Gorbachov» y se quejó de que el presidente estadounidense «ha menospreciado constantemente los movimientos democráticos en las repúblicas».Drach criticó la forma en que Bush se había alineado con el líder soviético:
Bush llegó aquí, en realidad, como un mensajero de Gorbachov. En muchos sentidos, sonó menos radical que nuestros propios políticos comunistas en el tema de la soberanía estatal de Ucrania. Al fin y al cabo, ellos tienen que presentarse como candidatos aquí en Ucrania y él no.
Otro político nacionalista, Stepan Pavluk, se quejó de que «Bush no comprende que luchamos contra un estado totalitario». Comentó que Bush «habla mucho de libertad, pero para nosotros es prácticamente imposible concebir la libertad sin independencia. Tenemos que crear nuestro propio servicio de aduanas y moneda para proteger nuestra economía del colapso total».El discurso también suscitó críticas de nacionalistas de otras repúblicas soviéticas. El gobierno de Georgia emitió un comunicado en el que declaraba: «El heredero de Washington, Jefferson, Lincoln y otros llega... y hace propaganda a favor del Tratado de la Unión. ¿Por qué no instó a Kuwait a firmar el Tratado de la Unión con Irak?».
El discurso de Bush también generó críticas en su país por estar desfasado, aunque no era el único; tan solo el año anterior, la primera ministra británica Margaret Thatcher había declarado que no podía abrir una embajada en Kiev, al igual que no podía hacerlo en San Francisco.The Boston Globe lo llamó "la liga de Bush en Kiev" en un editorial, criticando a Bush por haberse "hundido demasiado en un lado de un debate nacional interno". El periódico consideró que Bush había sido imprudente en su lenguaje, en particular al usar frases como "nacionalismo suicida", "odio étnico" y "despotismo local", que consideró "fueron demasiado lejos".El 29 de agosto de 1991, William Safire usó su columna del New York Times para calificarlo como el discurso del "pollo Kiev".Safire comentó posteriormente que el discurso había hecho que Bush pareciera "antilibertad" y había puesto en peligro las relaciones de Estados Unidos con la "potencia europea emergente" de Ucrania.
El 8 de febrero de 1992, The Economist afirmó que el discurso era "el ejemplo más flagrante" de cómo otras naciones no reconocían la inevitabilidad de que Ucrania se convirtiera en un estado independiente.Un hombre disfrazado de pollo apareció en numerosos eventos durante la campaña de reelección de Bush en 1992. Bush comentó sobre el discurso en 2004, explicando que quería decir que los ucranianos no debían cometer "algo estúpido" y que si sus "líderes no hubieran actuado con inteligencia, Moscú habría tomado medidas drásticas".En 2005, Condoleezza Rice, en respuesta a una pregunta sobre el discurso en una conferencia de prensa, señaló que, en retrospectiva, era fácil ver qué fallaba en la perspectiva del discurso, pero que la desintegración pacífica de una Unión Soviética con armas nucleares no era tan evidente en 1991.El periódico conservador Washington Examiner opinó en 2011 que "puede haber sido el peor discurso jamás pronunciado por un jefe ejecutivo estadounidense".